# 경주 정혜사지 십삼층석탑
경주 정혜사지 십삼층석탑(慶州 淨惠寺址 十三層石塔)은 대한민국 경상북도 경주시 안강읍 옥산리, 정혜사지에 있는 남북국 시대에 만들어진 십삼층석탑이다. 1962년 12월 20일 대한민국의 국보 제40호로 지정되었다.

## 개요
경주 정혜사터에 세워져 있는 탑으로, 흙으로 쌓은 1단의 기단(基壇) 위에 13층의 탑신(塔身)을 올린 모습인데, 통일신라시대에서는 그 비슷한 예를 찾아볼 수 없는 독특한 모습이다.
1층 탑몸돌이 거대한데 비해 2층부터는 몸돌과 지붕돌 모두가 급격히 작아져서 2층 이상은 마치 1층탑 위에 덧붙여진 머리장식처럼 보인다. 큰 규모로 만들어진 1층 몸돌은 네 모서리에 사각형의 돌기둥을 세웠으며, 그 안에 다시 보조기둥을 붙여 세워 문을 만들어 놓았다. 이렇듯 문을 마련해 놓은 것은 열린 공간을 추구하고자 한 의지의 표현으로 보여진다. 지붕돌은 밑면의 받침을 조각이 아닌 별개의 다른 돌로 만들어 놓았고, 직선을 그리던 처마는 네 귀퉁이에 이르러서 경쾌하게 들려 있다. 꼭대기에는 머리장식의 받침돌인 노반(露盤)만이 남아있다.
통일신라시대인 9세기 즈음에 세워졌을 것으로 추측되는 이 탑은 13층이라는 보기 드문 층수에, 기단부 역시 일반적인 양식에서 벗어나 당시의 석탑 연구에 귀중한 자료로 평가되고 있다. 비교적 옛모습을 잘 간직하고 있으며, 1층을 크게 부각시킨 후 2층부터 급격히 줄여나간 양식으로 인해 탑 전체에 안정감이 느껴진다.

## 특징
이 탑은 기초 지대석의 폭이 2m이고, 탑 전체의 높이는 5.9m로서 13층으로 되어 있다. 이 탑의 특징은 처음 층을 크게 부각시키고 2층부터 줄여나가 전체적으로 안정된 조화를 보여주는 데 있다. 뿐만 아니라 2층 옥신 4면의 감실모양의 열린 공간을 설치하고 있어 기단축조에 있어서도 전형적인 양식에서 벗어나 특수한 형태를 보이고 있다.

## 전해오는 이야기
정혜사지는 옥산서원을 지나 서북쪽으로 약 2km 떨어진 곳에 있다. 정혜사는 신라 때의 사찰이기는 하나 창건연대를 알 수는 없다. '동경통지'에는 "신라 제27대 선덕여왕원년(780년)에 당의 첨의사 백우경이 참소를 입어 이곳 자옥산 아래에 우거하게 되었다"고 한다. "그는 뛰어난 경치터를 골라서 영월당과 만세암을 세웠는데 선덕왕도 행차한 바가 있다"고 적고 있다. "후에 이것을 고쳐 절을 마련했는데 곧 정혜사라 한다"고 기록했다. 이 절터에 화강암으로 만들어진 독특한 형태의 13층 석탑만 남아 있다.

## 같이 보기
- 경주 정혜사지
- 부여 정림사지 오층석탑 (국보 제9호)
- 익산 미륵사지 석탑 (국보 제11호)
- 충주 탑평리 칠층석탑 (국보 제6호)

## 참고 자료
- 경주 정혜사지 십삼층석탑 - 국가유산청 국가유산포털
- 이 문서에는 다음커뮤니케이션(현 카카오)에서 GFDL 또는 CC-SA 라이선스로 배포한 글로벌 세계대백과사전의 내용을 기초로 작성된 글이 포함되어 있습니다.